# Michael Nagula

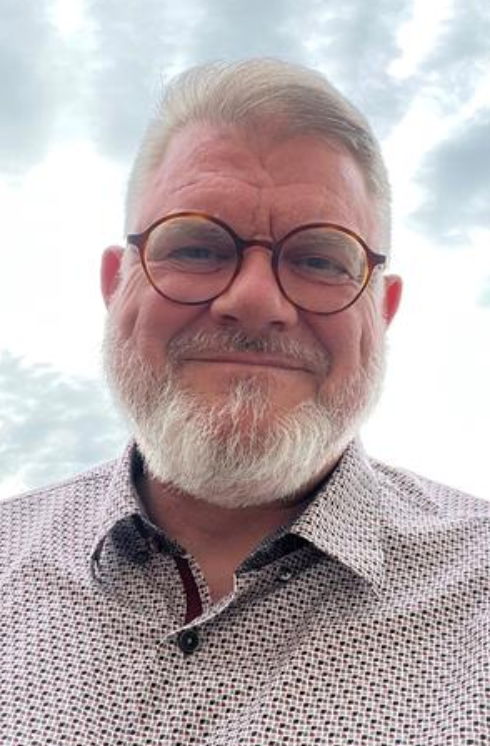
Michael Nagula

Michael Nagula (* 2. November 1959 in Hohenlimburg) ist ein deutscher Verleger und freiberuflicher Autor, Übersetzer und Herausgeber.
Vor seiner verlegerischen Tätigkeit schrieb er unter anderem für die Phantastik-Buchserien Ren Dhark und Das Volk der Nacht sowie fünfzehn Perry-Rhodan-Romane, lektorierte den Atlan-Minizyklus Omega Centauri, für den er auch die Leserseiten betreute, und den Heyne-Zyklus Perry Rhodan: Odyssee. Außerdem schrieb er mit den ersten beiden Bänden der Perry Rhodan Chronik über die Entstehungsgeschichte der Serie bis zum Jahr 1980. Im von 1986 bis 2014 bei Heyne erschienenen Jahrbuch Das Science Fiction Jahr veröffentlichte Nagula zahlreiche sekundärliterarische Texte.
Auf dem Comicsektor übersetzte er für den Alpha Comic Verlag, Beta Comic-Art, Edition Kunst der Comics, den Feest und den Carlsen Verlag (Jimmy Boy, Bruno Brazil, Buck Danny, Fritz Lakritz, Andy Morgan, Jerry Spring, Valhardi & Co. u. a.) und war von 1988 bis 1996 verantwortlicher Redakteur und deutscher Texter des Marvel-Superhelden-Programms bei Condor-Interpart (darunter Spider-Man, X-Men, Die Fantastischen Vier, Conan). Für den Egmont Ehapa Verlag übersetzte er von 1989 bis 2009 regelmäßig für Micky Maus, Lustiges Taschenbuch, das Donald Duck Sonderheft sowie kurzlebigere Produktionen wie Micky Maus präsentiert, Limit und Minnie, wobei er Arielle, die Meerjungfrau (36 Hefte) komplett ins Deutsche brachte. Seit 1999 war er außerdem als Übersetzer und Leserbriefredakteur für die Star-Wars-Comics bei Dino/Panini zuständig, gab 2016 aus zeitlichen Gründen die Leserbriefredaktion ab und stellte zum März 2021 auch seine Tätigkeit als Star-Wars-Übersetzer ein. Insgesamt hat er weit über 50.000 Comicseiten ins Deutsche übersetzt.
Bei Weltbild betreute er Anfang der 2000er Jahre zusätzlich die Sammler-Editionen Perry Rhodan Planetenroman, Darkover und Der Hexer, für die er außerdem Vorworte beziehungsweise Begleitbroschüren verfasste. Er übersetzte auch mehr als hundert Romane und Sachbücher aus den unterschiedlichsten Genres, darunter zehn Aliens-Romane für Goldmann und Panini sowie Werke von Philip K. Dick, Arthur C. Clarke, Robert B. Parker, Marion Zimmer Bradley, Joseph Murphy, Doreen Virtue und die esoterische Bestseller-Trilogie The Law of Attraction von Esther und Jerry Hicks. Für den Star-Wars-Kosmos übersetzte er die Artwork-Bildbände Die Marvel Cover sowie der ersten drei Episoden von Star Wars, die Sammlerkassette Star Wars Collection und im Heyne Verlag vier Romane und das Sachbuch Wie Star Wars das Universum eroberte.
Nagula war Herausgeber der Reihe Festa SF und gründete im Oktober 2005 mit AMRA einen Verlag für spirituelle und grenzwissenschaftliche Literatur, in dem seither über 600 Veröffentlichungen erschienen sind.

## Anthologien (Auswahl)
Nagula stellte mehr als dreißig Phantastik-Anthologien zusammen, darunter:
- No Future - die Lust am Untergang (1982, Sphinx), Beiträge von Friedrich Dürrenmatt, Karl Michael Armer, Georg Heym, J. G. Ballard, Franz Kafka u. a. (mit Manfred Riepe)
- Fenster ins Licht (1983, Heyne), erste westdeutsche DDR-SF-Anthologie mit Klaus Wohlrabe, Karlheinz Steinmüller, Erik Simon, Michael Szameit, Herbert Ziergiebel u. a.
- Der zeitlose Traum (1984, Ullstein), eine Zusammenstellung der besten SF-Stories aus der 1977–78 erschienenen deutschen SF-Zeitschrift Comet
- Jenseits der Finsternis (1985 erst als TERRA-Taschenbuch, 1988 als Taschenbuch bei Moewig), Beiträge von Hermann Ebeling, Herbert W. Franke, Thomas R. P. Mielke u. a.
- Eine Spur Wahnsinn (1986, Sammlung Luchterhand), eine Anthologie mit SF-Kurzgeschichten von Philip K. Dick, alle in deutscher Erstveröffentlichung
- Solange es Leben gibt (1988, Ravensburger), SF-Kinderbuchanthologie mit Gisbert Haefs, Reinmar Cunis, Marianne Grubert, Johanna & Günter Braun u. a.
- Siebenquant oder der Stern des Glücks (1988, Sammlung Luchterhand), SF-Satiren aus der DDR von Klaus Möckel, Alfred Leman, Gerhard Branstner u. a.
- Zärtlich war die Zukunft: Liebesgeschichten aus der Welt von morgen (1989, Sammlung Luchterhand), internationale Highlights (mit Karl Michael Armer)
- Atomic Avenue (1990, Heyne), erste deutsche Cyberpunk-Anthologie mit William Gibson, Bruce Sterling, Tom Maddox, Rudy Rucker, Timothy Leary u. a.
- Feueratem: Das große Drachen-Lesebuch (2002, Droemer Knaur), nur Originalbeiträge von Andreas Eschbach, Gisbert Haefs, Tanja Kinkel, Hanns Kneifel, Kai Meyer u. a.